# Chitala borneensis
Chitala borneensis är en fiskart som först beskrevs av Bleeker, 1851.  Chitala borneensis ingår i släktet Chitala och familjen Notopteridae. Inga underarter finns listade i Catalogue of Life.